# Sudden Impact
Sudden Impact is een Amerikaanse actie en misdaadfilm uit 1983 onder regie van Clint Eastwood. Het is het vierde deel in de Dirty Harry-filmreeks.

## Verhaal
Rechercheur Harry Callahan wordt tegen zijn zin door zijn oversten in San Francisco overgeplaatst naar een kuststadje in het noorden van Californië. Daar is een seriemoordenaar aan het werk, die slachtoffers ritueel vermoordt. De lokale politie is Harry er liever kwijt dan rijk. Hij maakt ook kennis met Jennifer Spencer, die tien jaar eerder samen met haar zus het slachtoffer werd van een groepsverkrachting.

## Rolverdeling
| Acteur             | Personage                 |
| ------------------ | ------------------------- |
| Clint Eastwood     | Inspecteur Harry Callahan |
| Sondra Locke       | Jennifer Spencer          |
| Pat Hingle         | Lester Jannings           |
| Bradford Dillman   | Commandant Briggs         |
| Paul Drake         | Mick                      |
| Audrie Neenan      | Ray Parkins               |
| Jack Thibeau       | Kruger                    |
| Michael Currie     | Inspecteur Donnelly       |
| Albert Popwell     | Horace King               |
| Mark Keyloun       | Agent Bennett             |
| Kevyn Major Howard | Hawkins                   |
| Bette Ford         | Leah                      |
| Joe Bellan         | Potige rechercheur        |
| Wendell Wellman    | Tyrone                    |
| Russ McCubbin      | Eddie                     |
| Robert Sutton      | Carl                      |
| Nancy Parsons      | Mevrouw Kruger            |
| Michael Maurer     | George Wilburn            |
| Matthew Child      | Alby                      |
| Lisa Britt         | Elizabeth, Jennifers zus  |